# Världen snurrar
Världen snurrar är den svenska artisten Lena Philipssons elfte studioalbum och släpptes digitalt och på CD den 15 februari 2012. Låten Idiot släpptes som albumets första singel den 7 februari 2011. Albumet är det första, sedan Det gör ont en stund på natten men inget på dan som Philipsson inte samarbetar med artisten, låtskrivaren och producenten Orup. På albumet utforskar Philipsson en mer elektronisk ljudbild, i kontrast till schlager och pop som hon tidigare gjort sig känd för och samarbetar med flera kända svenska artister, låtskrivare och producenter, bland annat Veronica Maggio, Christian Falk, Vanessa Falk och Peter Boström.
Singeln "Du följer väl med?" är en cover på låten "Carry Me Home" av den tyska programledaren och artisten Sarah Connor som återfinns på dennes album "Real Love" från 2010. Den svenska texten är skriven av Mange Schmidt.
Albumet debuterade på Sverigetopplistans fjärde plats den 24 februari 2012 och stannade på listan i totalt sex veckor. Fjärde placeringen blev också albumets högsta placering på listan.

## Promotion
Philipsson framför singeln Idiot som öppningsnummer i den tredje deltävlingen i Melodifestivalen 2011 i Linköping den 19 februari 2011. På scen är hon ackompanjerad av fyra stycken kvinnliga dansare.
Den 27 september 2011 har Philipssons show Min drömshow på Cirkus premiär på arenan Cirkus på Djurgården i Stockholm. I showen framför Philipsson låtarna "Igen och igen" och "Blir galen" live för första gången och båda låtarna inkluderas senare på albumet.
Under hösten 2011 medverkar Philipsson i den andra säsongen av underhållningsprogrammet Så mycket bättre i TV4. I programmet tolkar hon bland annat The botten is nådd av artisten och rapparen Timbuktu och Live Tomorrow av artisten Laleh som båda släpps som singlar och senare inkluderas på albumet.
Den 11 juni 2012 släpps digitalt singeln "Du följer väl med?", i en ny version av producenten Emil "Soundfactory" Hellman och blir det årets officiella låt för festivalen Stockholm Pride. Prideversionen av låten framförs av Philipsson tillsammans med ett antal fler låtar under Paradgalan i Pride Park i Tantolunden på Södermalm i Stockholm den 4 augusti 2012. Singeln släpps också i en limiterad fysisk upplaga som endast är tillgänglig att köpa under Stockholm Pride 2012.

## Låtlista
| Spår | Titel              | Kompositör och textförfattare                                    | Producent       | Längd |
| ---- | ------------------ | ---------------------------------------------------------------- | --------------- | ----- |
| 1.   | Du följer väl med? | Jaako Salovaara, Mange Schmidt, Michelle Leonard, Nalle Ahlstedt | Peter Boström   | 3:46  |
| 2.   | Live Tomorrow      | Laleh Pourkarim                                                  | Boström         | 3:09  |
| 3.   | Blir galen         | Christian Falk, Schmidt                                          | Christian Falk  | 4:22  |
| 4.   | Idiot              | Magnus Lidehäll                                                  | Magnus Lidehäll | 3:34  |
| 5.   | Vart tog du vägen? | Falk, Schmidt, Vanessa Falk                                      | Falk            | 3:37  |
| 6.   | Igen och igen      | Falk, Schmidt, Fredrik Asplund                                   | Falk            | 3:51  |
| 7.   | Världen snurrar    | Markus Krunegård, Veronica Maggio                                | Boström         | 3:51  |
| 8.   | Ett hjärta         | Mattias Glavå                                                    | Mattias Glavå   | 3:13  |
| 9.   | The botten is nådd | Jason Diakité, Måns Asplund                                      | Boström         | 3:48  |
| 10.  | Nästa säsong       | Björn Olsson, Kaah                                               | Glavå           | 3:16  |

## Listplaceringar
| Lista (2012) | Topplacering |
| ------------ | ------------ |
| Sverige      | 4            |

### Fotnoter
1. ↑  ”Världen snurrar Lena PH:s väg”. Upsala Nya Tidning. http://www.unt.se/kultur/skivor/varlden-snurrar-lena-phs-vag-1656453.aspx. Läst 4 april 2012.
2. ↑  ”Världen snurrar”. Svensk mediedatabas. 26 februari 2012. http://smdb.kb.se/catalog/id/002789490. Läst 4 april 2012.
3. ↑  ”Sarah Connor - Carry Me Home”. Discogs. https://www.discogs.com/Sarah-Connor-Real-Love/master/292262. Läst 14 november 2020.
4. ↑  ”Lena Philipsson - Sverigetopplistan”. https://www.sverigetopplistan.se/search?query=lena+philipsson. Läst 14 november 2025.
5. ↑  ”Nu släpps Lena Philipssons pridelåt "Du följer väl med?"”. Stockholm Pride. https://www.mynewsdesk.com/se/stockholm_pride/pressreleases/nu-slaepps-lena-philipssons-pridelaat-du-foeljer-vael-med-769246. Läst 14 november 2020.
6. ↑  ”Världen snurrar”. 26 februari 2012. http://swedishcharts.com/showitem.asp?interpret=Lena+Philipsson&titel=V%E4rlden+snurrar&cat=a. Läst 4 april 2012.